# La Flèche Wallonne 2019
La Flèche Wallonne 2019 var den 83. udgave af cykelløbet La Flèche Wallonne. Det var det 19. arrangement på UCI's World Tour-kalender i 2019 og blev afviklet 24. april 2019. Løbet blev vundet af franske Julian Alaphilippe fra Deceuninck-Quick Step foran danske Jakob Fuglsang.

## Hold og ryttere
| UCI WorldTeams (18)- AG2R La Mondiale - Astana - Bahrain-Merida - Bora-hansgrohe - CCC Team - Deceuninck-Quick Step - Dimension Data - EF Education First - Groupama-FDJ - Team Jumbo-Visma - Lotto Soudal - Mitchelton-Scott - Movistar Team - Katusha-Alpecin - Sky - Team Sunweb - Trek-Segafredo - UAE Team Emirates UCI Professionelle kontinentalthold (7)- Cofidis, Solutions Crédits - Euskadi Basque Country-Murias - Israel Cycling Academy - Rally UHC Cycling - Sport Vlaanderen-Baloise - Wallonie Bruxelles - Wanty-Groupe Gobert |
| |

### Danske ryttere
- Michael Valgren kørte for Dimension Data
- Jakob Fuglsang kørte for Astana Pro Team
- Mikkel Frølich Honoré kørte for Deceuninck-Quick Step

## Resultater
| \| Samlede stilling \| Samlede stilling \| Samlede stilling \| Samlede stilling \| Samlede stilling \| \| Rytter \| Rytter \| Hold \| Tid \| \| \| ---------------- \| --------------------- \| --------------------- \| ---------------- \| ---------------- \| \| 1. \| Julian Alaphilippe \| Deceuninck-Quick Step \| 4t 55' 14" \| \| \| 2. \| Jakob Fuglsang \| Astana \| + 0" \| \| \| 3. \| Diego Ulissi \| UAE Team Emirates \| + 6" \| \| \| 4. \| Bjorg Lambrecht \| Lotto-Soudal \| + 8" \| \| \| 5. \| Maximilian Schachmann \| Bora-Hansgrohe \| + 8" \| \| \| 6. \| Bauke Mollema \| Trek-Segafredo \| + 8" \| \| \| 7. \| Patrick Konrad \| Bora-Hansgrohe \| + 8" \| \| \| 8. \| Michael Matthews \| Team Sunweb \| + 8" \| \| \| 9. \| Jelle Vanendert \| Lotto-Soudal \| + 11" \| \| \| 10. \| Enrico Gasparotto \| Dimension Data \| + 11" \| \| |                       |                       |            |
| |                       |                       |            |
| Kilde: ProCyclingStats |                       |                       |            |
| Samlede stilling |                       |                       |            |
| Rytter | Rytter                | Hold                  | Tid        |
| 1. | Julian Alaphilippe    | Deceuninck-Quick Step | 4t 55' 14" |
| 2. | Jakob Fuglsang        | Astana                | + 0"       |
| 3. | Diego Ulissi          | UAE Team Emirates     | + 6"       |
| 4. | Bjorg Lambrecht       | Lotto-Soudal          | + 8"       |
| 5. | Maximilian Schachmann | Bora-Hansgrohe        | + 8"       |
| 6. | Bauke Mollema         | Trek-Segafredo        | + 8"       |
| 7. | Patrick Konrad        | Bora-Hansgrohe        | + 8"       |
| 8. | Michael Matthews      | Team Sunweb           | + 8"       |
| 9. | Jelle Vanendert       | Lotto-Soudal          | + 11"      |
| 10. | Enrico Gasparotto     | Dimension Data        | + 11"      |

## Startliste
| Deceuninck-Quick Step DQT | Deceuninck-Quick Step DQT | Deceuninck-Quick Step DQT |
| ------------------------- | ------------------------- | ------------------------- |
| Nr.                       | Rytter                    | Placering                 |
| 1                         | Julian Alaphilippe (FRA)  | 1.                        |
| 2                         | Rémi Cavagna (FRA)        | DNF                       |
| 3                         | Dries Devenyns (BEL)      | 50.                       |
| 4                         | Mikkel Honoré (DEN)       | DNF                       |
| 5                         | Enric Mas (ESP)           | 30.                       |
| 6                         | Pieter Serry (BEL)        | DNF                       |
| 7                         | Petr Vakoč (CZE)          | 87.                       |

| Movistar Team MOV | Movistar Team MOV                   | Movistar Team MOV |
| ----------------- | ----------------------------------- | ----------------- |
| Nr.               | Rytter                              | Placering         |
| 11                | Alejandro Valverde (ESP) (landevej) | 11.               |
| 12                | Andrey Amador (CRC)                 | 58.               |
| 14                | Carlos Betancur (COL)               | 33.               |
| 15                | Jaime Castrillo (ESP)               | DNF               |
| 16                | Imanol Erviti (ESP)                 | DNF               |
| 17                | Carlos Verona (ESP)                 | 43.               |
| 18                | Winner Anacona (COL)                | 56.               |

| Lotto-Soudal LTS | Lotto-Soudal LTS         | Lotto-Soudal LTS |
| ---------------- | ------------------------ | ---------------- |
| Nr.              | Rytter                   | Placering        |
| 21               | Jelle Vanendert (BEL)    | 9.               |
| 22               | Sander Armée (BEL)       | 71.              |
| 23               | Bjorg Lambrecht (BEL)    | 4.               |
| 24               | Tomasz Marczyński (POL)  | 47.              |
| 25               | Maxime Monfort (BEL)     | 64.              |
| 26               | Tosh Van der Sande (BEL) | 77.              |
| 27               | Tim Wellens (BEL)        | 17.              |

| Mitchelton-Scott MTS | Mitchelton-Scott MTS   | Mitchelton-Scott MTS |
| -------------------- | ---------------------- | -------------------- |
| Nr.                  | Rytter                 | Placering            |
| 31                   | Adam Yates (GBR)       | DNF                  |
| 32                   | Michael Albasini (SUI) | DNF                  |
| 33                   | Tsgabu Grmay (ETH)     | DNF                  |
| 34                   | Damien Howson (AUS)    | 28.                  |
| 35                   | Daryl Impey (RSA)      | DNF                  |
| 36                   | Nick Schultz (AUS)     | DNF                  |
| 37                   | Dion Smith (NZL)       | DNF                  |

| Team Sunweb SUN | Team Sunweb SUN           | Team Sunweb SUN |
| --------------- | ------------------------- | --------------- |
| Nr.             | Rytter                    | Placering       |
| 41              | Michael Matthews (AUS)    | 8.              |
| 42              | Jan Bakelants (BEL)       | 70.             |
| 43              | Johannes Fröhlinger (GER) | DNF             |
| 44              | Lennard Kämna (GER)       | DNF             |
| 45              | Nicolas Roche (IRL)       | 60.             |
| 46              | Florian Stork (GER)       | DNF             |
| 47              | Louis Vervaeke (BEL)      | 82.             |

| Trek-Segafredo TFS | Trek-Segafredo TFS   | Trek-Segafredo TFS |
| ------------------ | -------------------- | ------------------ |
| Nr.                | Rytter               | Placering          |
| 51                 | Bauke Mollema (NED)  | 6.                 |
| 52                 | Julien Bernard (FRA) | 79.                |
| 53                 | Giulio Ciccone (ITA) | 25.                |
| 54                 | Nicola Conci (ITA)   | DNF                |
| 55                 | Fabio Felline (ITA)  | DNF                |
| 56                 | Michael Gogl (AUT)   | 69.                |
| 57                 | Toms Skujiņš (LAT)   | 62.                |

| AG2R La Mondiale ALM | AG2R La Mondiale ALM         | AG2R La Mondiale ALM |
| -------------------- | ---------------------------- | -------------------- |
| Nr.                  | Rytter                       | Placering            |
| 61                   | Romain Bardet (FRA)          | 13.                  |
| 62                   | Mikaël Cherel (FRA)          | 37.                  |
| 63                   | Clément Chevrier (FRA)       | DNF                  |
| 64                   | Benoît Cosnefroy (FRA)       | 12.                  |
| 65                   | Mathias Frank (SUI)          | 38.                  |
| 66                   | Aurélien Paret-Peintre (FRA) | 99.                  |
| 67                   | Larry Warbasse (USA)         | 51.                  |

| Bora-Hansgrohe BOH | Bora-Hansgrohe BOH          | Bora-Hansgrohe BOH |
| ------------------ | --------------------------- | ------------------ |
| Nr.                | Rytter                      | Placering          |
| 71                 | Peter Sagan (SVK)           | DNF                |
| 72                 | Cesare Benedetti (ITA)      | 78.                |
| 73                 | Davide Formolo (ITA)        | 27.                |
| 74                 | Patrick Konrad (AUT)        | 7.                 |
| 75                 | Jay McCarthy (AUS)          | 39.                |
| 76                 | Gregor Mühlberger (AUT)     | 83.                |
| 77                 | Maximilian Schachmann (GER) | 5.                 |

| Team Sky SKY | Team Sky SKY             | Team Sky SKY |
| ------------ | ------------------------ | ------------ |
| Nr.          | Rytter                   | Placering    |
| 81           | Michał Kwiatkowski (POL) | 16.          |
| 82           | David de la Cruz (ESP)   | DNF          |
| 83           | Eddie Dunbar (IRL)       | DNF          |
| 84           | Michał Gołaś (POL)       | DNF          |
| 85           | Wout Poels (NED)         | 22.          |
| 86           | Diego Rosa (ITA)         | DNF          |
| 87           | Dylan van Baarle (NED)   | 81.          |

| Dimension Data TDD | Dimension Data TDD               | Dimension Data TDD |
| ------------------ | -------------------------------- | ------------------ |
| Nr.                | Rytter                           | Placering          |
| 91                 | Roman Kreuziger (CZE)            | DNF                |
| 92                 | Enrico Gasparotto (ITA)          | 10.                |
| 93                 | Jacques Janse van Rensburg (RSA) | DNF                |
| 94                 | Ben King (USA)                   | DNF                |
| 95                 | Tom-Jelte Slagter (NED)          | 48.                |
| 96                 | Jay Robert Thomson (RSA)         | DNF                |
| 97                 | Michael Valgren (DEN)            | 100.               |

| Groupama-FDJ GFC | Groupama-FDJ GFC            | Groupama-FDJ GFC |
| ---------------- | --------------------------- | ---------------- |
| Nr.              | Rytter                      | Placering        |
| 101              | David Gaudu (FRA)           | 46.              |
| 102              | Tobias Ludvigsson (SWE)     | 91.              |
| 103              | Valentin Madouas (FRA)      | 40.              |
| 104              | Rudy Molard (FRA)           | 19.              |
| 105              | Sébastien Reichenbach (SUI) | 36.              |
| 106              | Romain Seigle (FRA)         | 74.              |
| 107              | Léo Vincent (FRA)           | DNF              |

| UAE Team Emirates UAD | UAE Team Emirates UAD | UAE Team Emirates UAD |
| --------------------- | --------------------- | --------------------- |
| Nr.                   | Rytter                | Placering             |
| 111                   | Daniel Martin (IRL)   | DNF                   |
| 112                   | Rui Costa (POR)       | 26.                   |
| 113                   | Sergio Henao (COL)    | 20.                   |
| 114                   | Manuele Mori (ITA)    | DNF                   |
| 115                   | Tadej Pogačar (SLO)   | 53.                   |
| 116                   | Rory Sutherland (AUS) | DNF                   |
| 117                   | Diego Ulissi (ITA)    | 3.                    |

| Astana AST | Astana AST                        | Astana AST |
| ---------- | --------------------------------- | ---------- |
| Nr.        | Rytter                            | Placering  |
| 121        | Jakob Fuglsang (DEN)              | 2.         |
| 123        | Omar Fraile (ESP)                 | 94.        |
| 124        | Gorka Izagirre (ESP) (landevej)   | 29.        |
| 125        | Aleksej Lutsenko (KAZ) (landevej) | 31.        |
| 126        | Luis León Sánchez (ESP)           | 44.        |
| 127        | Davide Villella (ITA)             | 57.        |
| 128        | Jon Izagirre (ESP)                | DNF        |

| Katusha-Alpecin TKA | Katusha-Alpecin TKA    | Katusha-Alpecin TKA |
| ------------------- | ---------------------- | ------------------- |
| Nr.                 | Rytter                 | Placering           |
| 131                 | Enrico Battaglin (ITA) | 84.                 |
| 132                 | Steff Cras (BEL)       | DNF                 |
| 133                 | José Gonçalves (POR)   | 73.                 |
| 134                 | Ruben Guerreiro (POR)  | 90.                 |
| 135                 | Nathan Haas (AUS)      | 42.                 |
| 136                 | Willie Smit (RSA)      | DNF                 |
| 137                 | Dmitrij Strakhov (RUS) | DNF                 |

| Team Jumbo-Visma TJV | Team Jumbo-Visma TJV    | Team Jumbo-Visma TJV |
| -------------------- | ----------------------- | -------------------- |
| Nr.                  | Rytter                  | Placering            |
| 141                  | Robert Gesink (NED)     | 52.                  |
| 142                  | Koen Bouwman (NED)      | 85.                  |
| 143                  | Laurens De Plus (BEL)   | 15.                  |
| 145                  | Lennard Hofstede (NED)  | DNF                  |
| 146                  | Bert-Jan Lindeman (NED) | DNF                  |
| 147                  | Paul Martens (GER)      | 80.                  |
| 149                  | Timo Roosen (NED)       | DNF                  |

| Cofidis, Solutions Crédits COF | Cofidis, Solutions Crédits COF | Cofidis, Solutions Crédits COF |
| ------------------------------ | ------------------------------ | ------------------------------ |
| Nr.                            | Rytter                         | Placering                      |
| 151                            | Jesús Herrada (ESP)            | 24.                            |
| 153                            | Mathias Le Turnier (FRA)       | DNF                            |
| 154                            | Luis Ángel Maté (ESP)          | 65.                            |
| 155                            | Anthony Perez (FRA)            | 59.                            |
| 156                            | Pierre-Luc Périchon (FRA)      | 88.                            |
| 157                            | Julien Simon (FRA)             | 72.                            |
| 158                            | Dimitri Claeys (BEL)           | DNF                            |

| Bahrain-Merida TBM | Bahrain-Merida TBM             | Bahrain-Merida TBM |
| ------------------ | ------------------------------ | ------------------ |
| Nr.                | Rytter                         | Placering          |
| 161                | Dylan Teuns (BEL)              | 14.                |
| 162                | Grega Bole (SLO)               | DNF                |
| 165                | Luka Pibernik (SLO)            | DNF                |
| 166                | Domenico Pozzovivo (ITA)       | DNF                |
| 167                | Matej Mohorič (SLO) (landevej) | 49.                |
| 168                | Damiano Caruso (ITA)           | 54.                |
| 169                | Heinrich Haussler (AUS)        | DNF                |

| EF Education First EF1 | EF Education First EF1 | EF Education First EF1 |
| ---------------------- | ---------------------- | ---------------------- |
| Nr.                    | Rytter                 | Placering              |
| 171                    | Michael Woods (CAN)    | 55.                    |
| 172                    | Sean Bennett (USA)     | 101.                   |
| 173                    | Nathan Brown (USA)     | 75.                    |
| 174                    | Simon Clarke (AUS)     | 23.                    |
| 175                    | Lawson Craddock (USA)  | DNF                    |
| 176                    | Alex Howes (USA)       | DNF                    |
| 179                    | James Whelan (AUS)     | DNF                    |

| CCC Team CPT | CCC Team CPT               | CCC Team CPT |
| ------------ | -------------------------- | ------------ |
| Nr.          | Rytter                     | Placering    |
| 181          | Serge Pauwels (BEL)        | 34.          |
| 182          | Will Barta (USA)           | DNF          |
| 183          | Josef Černý (CZE)          | DNF          |
| 184          | Alessandro De Marchi (ITA) | 21.          |
| 185          | Jonas Koch (GER)           | 86.          |
| 186          | Łukasz Owsian (POL)        | DNF          |
| 187          | Joey Rosskopf (USA)        | 41.          |

| Rally UHC Cycling RLY | Rally UHC Cycling RLY | Rally UHC Cycling RLY |
| --------------------- | --------------------- | --------------------- |
| Nr.                   | Rytter                | Placering             |
| 191                   | Brandon McNulty (USA) | DNF                   |
| 192                   | Ryan Anderson (CAN)   | 95.                   |
| 193                   | Robin Carpenter (USA) | 89.                   |
| 194                   | Adam de Vos (CAN)     | DNF                   |
| 195                   | Colin Joyce (USA)     | 93.                   |
| 196                   | Gavin Mannion (USA)   | DNF                   |
| 197                   | Svein Tuft (CAN)      | DNF                   |

| Sport Vlaanderen-Baloise SVB | Sport Vlaanderen-Baloise SVB | Sport Vlaanderen-Baloise SVB |
| ---------------------------- | ---------------------------- | ---------------------------- |
| Nr.                          | Rytter                       | Placering                    |
| 201                          | Dries Van Gestel (BEL)       | DNF                          |
| 202                          | Kevin Deltombe (BEL)         | 67.                          |
| 203                          | Emiel Planckaert (BEL)       | DNF                          |
| 204                          | Thomas Sprengers (BEL)       | 32.                          |
| 205                          | Mathias Van Gompel (BEL)     | DNF                          |
| 206                          | Kenneth Van Rooy (BEL)       | DNF                          |
| 207                          | Aaron Verwilst (BEL)         | 97.                          |

| Wanty-Gobert WGG | Wanty-Gobert WGG           | Wanty-Gobert WGG |
| ---------------- | -------------------------- | ---------------- |
| Nr.              | Rytter                     | Placering        |
| 211              | Guillaume Martin (FRA)     | 18.              |
| 212              | Bart De Clercq (BEL)       | DNF              |
| 213              | Thomas Degand (BEL)        | 76.              |
| 214              | Fabien Doubey (FRA)        | 68.              |
| 215              | Odd Christian Eiking (NOR) | 66.              |
| 216              | Wesley Kreder (NED)        | DNF              |
| 217              | Marco Minnaard (NED)       | 92.              |

| Israel Cycling Academy ICA | Israel Cycling Academy ICA | Israel Cycling Academy ICA |
| -------------------------- | -------------------------- | -------------------------- |
| Nr.                        | Rytter                     | Placering                  |
| 221                        | Ben Hermans (BEL)          | DNF                        |
| 222                        | Awet Ghebremedhn (ERI)     | DNF                        |
| 223                        | Edwin Ávila (COL)          | DNF                        |
| 226                        | August Jensen (NOR)        | 63.                        |
| 227                        | Daniel Turek (CZE)         | 96.                        |
| 228                        | Clément Carisey (FRA)      | DNF                        |
| 229                        | Guy Sagiv (ISR)            | DNF                        |

| Wallonie Bruxelles WVA | Wallonie Bruxelles WVA   | Wallonie Bruxelles WVA |
| ---------------------- | ------------------------ | ---------------------- |
| Nr.                    | Rytter                   | Placering              |
| 231                    | Eliot Lietaer (BEL)      | 45.                    |
| 232                    | Kevyn Ista (BEL)         | DNF                    |
| 233                    | Kenny Molly (BEL)        | DNF                    |
| 234                    | Julien Mortier (BEL)     | DNF                    |
| 235                    | Mathijs Paasschens (NED) | 98.                    |
| 236                    | Dimitri Peyskens (BEL)   | 35.                    |
| 237                    | Tom Wirtgen (LUX)        | 102.                   |

| Euskadi Basque Country-Murias EUS | Euskadi Basque Country-Murias EUS | Euskadi Basque Country-Murias EUS |
| --------------------------------- | --------------------------------- | --------------------------------- |
| Nr.                               | Rytter                            | Placering                         |
| 241                               | Óscar Rodríguez (ESP)             | DNF                               |
| 242                               | Ander Barrenetxea (ESP)           | DNF                               |
| 243                               | Cyril Barthe (FRA)                | DNF                               |
| 245                               | Mario González Salas (ESP)        | 61.                               |
| 246                               | Julen Irizar (ESP)                | DNF                               |
| 247                               | Héctor Sáez (ESP)                 | DNF                               |
| 249                               | Sergio Rodríguez Reche (ESP)      | DNF                               |

| Deceuninck-Quick Step DQT | Deceuninck-Quick Step DQT | Deceuninck-Quick Step DQT |
| ------------------------- | ------------------------- | ------------------------- |
| Nr.                       | Rytter                    | Placering                 |
| 1                         | Julian Alaphilippe (FRA)  | 1.                        |
| 2                         | Rémi Cavagna (FRA)        | DNF                       |
| 3                         | Dries Devenyns (BEL)      | 50.                       |
| 4                         | Mikkel Honoré (DEN)       | DNF                       |
| 5                         | Enric Mas (ESP)           | 30.                       |
| 6                         | Pieter Serry (BEL)        | DNF                       |
| 7                         | Petr Vakoč (CZE)          | 87.                       |

| Movistar Team MOV | Movistar Team MOV                   | Movistar Team MOV |
| ----------------- | ----------------------------------- | ----------------- |
| Nr.               | Rytter                              | Placering         |
| 11                | Alejandro Valverde (ESP) (landevej) | 11.               |
| 12                | Andrey Amador (CRC)                 | 58.               |
| 14                | Carlos Betancur (COL)               | 33.               |
| 15                | Jaime Castrillo (ESP)               | DNF               |
| 16                | Imanol Erviti (ESP)                 | DNF               |
| 17                | Carlos Verona (ESP)                 | 43.               |
| 18                | Winner Anacona (COL)                | 56.               |

| Lotto-Soudal LTS | Lotto-Soudal LTS         | Lotto-Soudal LTS |
| ---------------- | ------------------------ | ---------------- |
| Nr.              | Rytter                   | Placering        |
| 21               | Jelle Vanendert (BEL)    | 9.               |
| 22               | Sander Armée (BEL)       | 71.              |
| 23               | Bjorg Lambrecht (BEL)    | 4.               |
| 24               | Tomasz Marczyński (POL)  | 47.              |
| 25               | Maxime Monfort (BEL)     | 64.              |
| 26               | Tosh Van der Sande (BEL) | 77.              |
| 27               | Tim Wellens (BEL)        | 17.              |

| Mitchelton-Scott MTS | Mitchelton-Scott MTS   | Mitchelton-Scott MTS |
| -------------------- | ---------------------- | -------------------- |
| Nr.                  | Rytter                 | Placering            |
| 31                   | Adam Yates (GBR)       | DNF                  |
| 32                   | Michael Albasini (SUI) | DNF                  |
| 33                   | Tsgabu Grmay (ETH)     | DNF                  |
| 34                   | Damien Howson (AUS)    | 28.                  |
| 35                   | Daryl Impey (RSA)      | DNF                  |
| 36                   | Nick Schultz (AUS)     | DNF                  |
| 37                   | Dion Smith (NZL)       | DNF                  |

| Team Sunweb SUN | Team Sunweb SUN           | Team Sunweb SUN |
| --------------- | ------------------------- | --------------- |
| Nr.             | Rytter                    | Placering       |
| 41              | Michael Matthews (AUS)    | 8.              |
| 42              | Jan Bakelants (BEL)       | 70.             |
| 43              | Johannes Fröhlinger (GER) | DNF             |
| 44              | Lennard Kämna (GER)       | DNF             |
| 45              | Nicolas Roche (IRL)       | 60.             |
| 46              | Florian Stork (GER)       | DNF             |
| 47              | Louis Vervaeke (BEL)      | 82.             |

| Trek-Segafredo TFS | Trek-Segafredo TFS   | Trek-Segafredo TFS |
| ------------------ | -------------------- | ------------------ |
| Nr.                | Rytter               | Placering          |
| 51                 | Bauke Mollema (NED)  | 6.                 |
| 52                 | Julien Bernard (FRA) | 79.                |
| 53                 | Giulio Ciccone (ITA) | 25.                |
| 54                 | Nicola Conci (ITA)   | DNF                |
| 55                 | Fabio Felline (ITA)  | DNF                |
| 56                 | Michael Gogl (AUT)   | 69.                |
| 57                 | Toms Skujiņš (LAT)   | 62.                |

| AG2R La Mondiale ALM | AG2R La Mondiale ALM         | AG2R La Mondiale ALM |
| -------------------- | ---------------------------- | -------------------- |
| Nr.                  | Rytter                       | Placering            |
| 61                   | Romain Bardet (FRA)          | 13.                  |
| 62                   | Mikaël Cherel (FRA)          | 37.                  |
| 63                   | Clément Chevrier (FRA)       | DNF                  |
| 64                   | Benoît Cosnefroy (FRA)       | 12.                  |
| 65                   | Mathias Frank (SUI)          | 38.                  |
| 66                   | Aurélien Paret-Peintre (FRA) | 99.                  |
| 67                   | Larry Warbasse (USA)         | 51.                  |

| Bora-Hansgrohe BOH | Bora-Hansgrohe BOH          | Bora-Hansgrohe BOH |
| ------------------ | --------------------------- | ------------------ |
| Nr.                | Rytter                      | Placering          |
| 71                 | Peter Sagan (SVK)           | DNF                |
| 72                 | Cesare Benedetti (ITA)      | 78.                |
| 73                 | Davide Formolo (ITA)        | 27.                |
| 74                 | Patrick Konrad (AUT)        | 7.                 |
| 75                 | Jay McCarthy (AUS)          | 39.                |
| 76                 | Gregor Mühlberger (AUT)     | 83.                |
| 77                 | Maximilian Schachmann (GER) | 5.                 |

| Team Sky SKY | Team Sky SKY             | Team Sky SKY |
| ------------ | ------------------------ | ------------ |
| Nr.          | Rytter                   | Placering    |
| 81           | Michał Kwiatkowski (POL) | 16.          |
| 82           | David de la Cruz (ESP)   | DNF          |
| 83           | Eddie Dunbar (IRL)       | DNF          |
| 84           | Michał Gołaś (POL)       | DNF          |
| 85           | Wout Poels (NED)         | 22.          |
| 86           | Diego Rosa (ITA)         | DNF          |
| 87           | Dylan van Baarle (NED)   | 81.          |

| Dimension Data TDD | Dimension Data TDD               | Dimension Data TDD |
| ------------------ | -------------------------------- | ------------------ |
| Nr.                | Rytter                           | Placering          |
| 91                 | Roman Kreuziger (CZE)            | DNF                |
| 92                 | Enrico Gasparotto (ITA)          | 10.                |
| 93                 | Jacques Janse van Rensburg (RSA) | DNF                |
| 94                 | Ben King (USA)                   | DNF                |
| 95                 | Tom-Jelte Slagter (NED)          | 48.                |
| 96                 | Jay Robert Thomson (RSA)         | DNF                |
| 97                 | Michael Valgren (DEN)            | 100.               |

| Groupama-FDJ GFC | Groupama-FDJ GFC            | Groupama-FDJ GFC |
| ---------------- | --------------------------- | ---------------- |
| Nr.              | Rytter                      | Placering        |
| 101              | David Gaudu (FRA)           | 46.              |
| 102              | Tobias Ludvigsson (SWE)     | 91.              |
| 103              | Valentin Madouas (FRA)      | 40.              |
| 104              | Rudy Molard (FRA)           | 19.              |
| 105              | Sébastien Reichenbach (SUI) | 36.              |
| 106              | Romain Seigle (FRA)         | 74.              |
| 107              | Léo Vincent (FRA)           | DNF              |

| UAE Team Emirates UAD | UAE Team Emirates UAD | UAE Team Emirates UAD |
| --------------------- | --------------------- | --------------------- |
| Nr.                   | Rytter                | Placering             |
| 111                   | Daniel Martin (IRL)   | DNF                   |
| 112                   | Rui Costa (POR)       | 26.                   |
| 113                   | Sergio Henao (COL)    | 20.                   |
| 114                   | Manuele Mori (ITA)    | DNF                   |
| 115                   | Tadej Pogačar (SLO)   | 53.                   |
| 116                   | Rory Sutherland (AUS) | DNF                   |
| 117                   | Diego Ulissi (ITA)    | 3.                    |

| Astana AST | Astana AST                        | Astana AST |
| ---------- | --------------------------------- | ---------- |
| Nr.        | Rytter                            | Placering  |
| 121        | Jakob Fuglsang (DEN)              | 2.         |
| 123        | Omar Fraile (ESP)                 | 94.        |
| 124        | Gorka Izagirre (ESP) (landevej)   | 29.        |
| 125        | Aleksej Lutsenko (KAZ) (landevej) | 31.        |
| 126        | Luis León Sánchez (ESP)           | 44.        |
| 127        | Davide Villella (ITA)             | 57.        |
| 128        | Jon Izagirre (ESP)                | DNF        |

| Katusha-Alpecin TKA | Katusha-Alpecin TKA    | Katusha-Alpecin TKA |
| ------------------- | ---------------------- | ------------------- |
| Nr.                 | Rytter                 | Placering           |
| 131                 | Enrico Battaglin (ITA) | 84.                 |
| 132                 | Steff Cras (BEL)       | DNF                 |
| 133                 | José Gonçalves (POR)   | 73.                 |
| 134                 | Ruben Guerreiro (POR)  | 90.                 |
| 135                 | Nathan Haas (AUS)      | 42.                 |
| 136                 | Willie Smit (RSA)      | DNF                 |
| 137                 | Dmitrij Strakhov (RUS) | DNF                 |

| Team Jumbo-Visma TJV | Team Jumbo-Visma TJV    | Team Jumbo-Visma TJV |
| -------------------- | ----------------------- | -------------------- |
| Nr.                  | Rytter                  | Placering            |
| 141                  | Robert Gesink (NED)     | 52.                  |
| 142                  | Koen Bouwman (NED)      | 85.                  |
| 143                  | Laurens De Plus (BEL)   | 15.                  |
| 145                  | Lennard Hofstede (NED)  | DNF                  |
| 146                  | Bert-Jan Lindeman (NED) | DNF                  |
| 147                  | Paul Martens (GER)      | 80.                  |
| 149                  | Timo Roosen (NED)       | DNF                  |

| Cofidis, Solutions Crédits COF | Cofidis, Solutions Crédits COF | Cofidis, Solutions Crédits COF |
| ------------------------------ | ------------------------------ | ------------------------------ |
| Nr.                            | Rytter                         | Placering                      |
| 151                            | Jesús Herrada (ESP)            | 24.                            |
| 153                            | Mathias Le Turnier (FRA)       | DNF                            |
| 154                            | Luis Ángel Maté (ESP)          | 65.                            |
| 155                            | Anthony Perez (FRA)            | 59.                            |
| 156                            | Pierre-Luc Périchon (FRA)      | 88.                            |
| 157                            | Julien Simon (FRA)             | 72.                            |
| 158                            | Dimitri Claeys (BEL)           | DNF                            |

| Bahrain-Merida TBM | Bahrain-Merida TBM             | Bahrain-Merida TBM |
| ------------------ | ------------------------------ | ------------------ |
| Nr.                | Rytter                         | Placering          |
| 161                | Dylan Teuns (BEL)              | 14.                |
| 162                | Grega Bole (SLO)               | DNF                |
| 165                | Luka Pibernik (SLO)            | DNF                |
| 166                | Domenico Pozzovivo (ITA)       | DNF                |
| 167                | Matej Mohorič (SLO) (landevej) | 49.                |
| 168                | Damiano Caruso (ITA)           | 54.                |
| 169                | Heinrich Haussler (AUS)        | DNF                |

| EF Education First EF1 | EF Education First EF1 | EF Education First EF1 |
| ---------------------- | ---------------------- | ---------------------- |
| Nr.                    | Rytter                 | Placering              |
| 171                    | Michael Woods (CAN)    | 55.                    |
| 172                    | Sean Bennett (USA)     | 101.                   |
| 173                    | Nathan Brown (USA)     | 75.                    |
| 174                    | Simon Clarke (AUS)     | 23.                    |
| 175                    | Lawson Craddock (USA)  | DNF                    |
| 176                    | Alex Howes (USA)       | DNF                    |
| 179                    | James Whelan (AUS)     | DNF                    |

| CCC Team CPT | CCC Team CPT               | CCC Team CPT |
| ------------ | -------------------------- | ------------ |
| Nr.          | Rytter                     | Placering    |
| 181          | Serge Pauwels (BEL)        | 34.          |
| 182          | Will Barta (USA)           | DNF          |
| 183          | Josef Černý (CZE)          | DNF          |
| 184          | Alessandro De Marchi (ITA) | 21.          |
| 185          | Jonas Koch (GER)           | 86.          |
| 186          | Łukasz Owsian (POL)        | DNF          |
| 187          | Joey Rosskopf (USA)        | 41.          |

| Rally UHC Cycling RLY | Rally UHC Cycling RLY | Rally UHC Cycling RLY |
| --------------------- | --------------------- | --------------------- |
| Nr.                   | Rytter                | Placering             |
| 191                   | Brandon McNulty (USA) | DNF                   |
| 192                   | Ryan Anderson (CAN)   | 95.                   |
| 193                   | Robin Carpenter (USA) | 89.                   |
| 194                   | Adam de Vos (CAN)     | DNF                   |
| 195                   | Colin Joyce (USA)     | 93.                   |
| 196                   | Gavin Mannion (USA)   | DNF                   |
| 197                   | Svein Tuft (CAN)      | DNF                   |

| Sport Vlaanderen-Baloise SVB | Sport Vlaanderen-Baloise SVB | Sport Vlaanderen-Baloise SVB |
| ---------------------------- | ---------------------------- | ---------------------------- |
| Nr.                          | Rytter                       | Placering                    |
| 201                          | Dries Van Gestel (BEL)       | DNF                          |
| 202                          | Kevin Deltombe (BEL)         | 67.                          |
| 203                          | Emiel Planckaert (BEL)       | DNF                          |
| 204                          | Thomas Sprengers (BEL)       | 32.                          |
| 205                          | Mathias Van Gompel (BEL)     | DNF                          |
| 206                          | Kenneth Van Rooy (BEL)       | DNF                          |
| 207                          | Aaron Verwilst (BEL)         | 97.                          |

| Wanty-Gobert WGG | Wanty-Gobert WGG           | Wanty-Gobert WGG |
| ---------------- | -------------------------- | ---------------- |
| Nr.              | Rytter                     | Placering        |
| 211              | Guillaume Martin (FRA)     | 18.              |
| 212              | Bart De Clercq (BEL)       | DNF              |
| 213              | Thomas Degand (BEL)        | 76.              |
| 214              | Fabien Doubey (FRA)        | 68.              |
| 215              | Odd Christian Eiking (NOR) | 66.              |
| 216              | Wesley Kreder (NED)        | DNF              |
| 217              | Marco Minnaard (NED)       | 92.              |

| Israel Cycling Academy ICA | Israel Cycling Academy ICA | Israel Cycling Academy ICA |
| -------------------------- | -------------------------- | -------------------------- |
| Nr.                        | Rytter                     | Placering                  |
| 221                        | Ben Hermans (BEL)          | DNF                        |
| 222                        | Awet Ghebremedhn (ERI)     | DNF                        |
| 223                        | Edwin Ávila (COL)          | DNF                        |
| 226                        | August Jensen (NOR)        | 63.                        |
| 227                        | Daniel Turek (CZE)         | 96.                        |
| 228                        | Clément Carisey (FRA)      | DNF                        |
| 229                        | Guy Sagiv (ISR)            | DNF                        |

| Wallonie Bruxelles WVA | Wallonie Bruxelles WVA   | Wallonie Bruxelles WVA |
| ---------------------- | ------------------------ | ---------------------- |
| Nr.                    | Rytter                   | Placering              |
| 231                    | Eliot Lietaer (BEL)      | 45.                    |
| 232                    | Kevyn Ista (BEL)         | DNF                    |
| 233                    | Kenny Molly (BEL)        | DNF                    |
| 234                    | Julien Mortier (BEL)     | DNF                    |
| 235                    | Mathijs Paasschens (NED) | 98.                    |
| 236                    | Dimitri Peyskens (BEL)   | 35.                    |
| 237                    | Tom Wirtgen (LUX)        | 102.                   |

| Euskadi Basque Country-Murias EUS | Euskadi Basque Country-Murias EUS | Euskadi Basque Country-Murias EUS |
| --------------------------------- | --------------------------------- | --------------------------------- |
| Nr.                               | Rytter                            | Placering                         |
| 241                               | Óscar Rodríguez (ESP)             | DNF                               |
| 242                               | Ander Barrenetxea (ESP)           | DNF                               |
| 243                               | Cyril Barthe (FRA)                | DNF                               |
| 245                               | Mario González Salas (ESP)        | 61.                               |
| 246                               | Julen Irizar (ESP)                | DNF                               |
| 247                               | Héctor Sáez (ESP)                 | DNF                               |
| 249                               | Sergio Rodríguez Reche (ESP)      | DNF                               |